# هافروف
هافروف (بالتشيكية: Havířov)‏ وهي مدينة تقع في تشيكيا في محافظة مورافيا-سيليزيا بالقرب من الحدود مع بولندا وسلوفاكيا ويبلغ عدد سكانها أكثر من 82 ألف نسمة وتعتبر ثاني أكبر مدينة في هذه المحافظة وهي أكبر مدينة في تشيكيا من دون امتلاكها لجامعة تعليمية، هافروف هي من المدن الحديثة تأسست بعد الحرب العالمية الثانية وذلك لغرض استخراج الفحم منها وكانت أحدث مدينة في البلاد في ذلك الوقت وأصبحت تصنف كمدينة في عام 1955 وبنيت على مجموعة من القرى التي كان يسكنها بعض البولنديين.

## مدن توأم
- كولينيو، إيطاليا
- هارلو، المملكة المتحدة
- يزجيمبة أزدروي، بولندا
- مازيكياي، ليتوانيا
- أوميش، كرواتيا
- بايده، إستونيا

## أعلام
- يان لاشتوفكا
- ياكوب سمانسكي
- بافل ماسلاك
- يان سوبول
- توماش سيبوليك